# Ptačí svět (film)
Ptačí svět (v originále Le Peuple migrateur) je francouzský dokumentární film z roku 2001, který režírovali Jacques Perrin, Jacques Cluzaud a Michel Debats. Snímek měl světovou premiéru dne 12. prosince 2001.

## Děj
Filmový dokument zachycuje migraci ptáků, včetně několika druhů hus vycvičených pro potřeby natáčení.

## Ocenění
- Fondation Gan pour le Cinéma: Zvláštní cena
- César: nejlepší střih (Marie-Josèphe Yoyotte); nominace v kategoriích nejlepší filmový debut (Michel Debats, Jacques Perrin a Jacques Cluzaud) a nejlepší filmová hudba (Bruno Coulais)
- Oscar: nominace na nejlepší celovečerní dokument